# Kamienica przy ul. Łaziennej 22 w Toruniu
Kamienica przy ul. Łaziennej 22 w Toruniu – gotycka kamienica patrycjuszowska, znajdująca się na Starym Mieście w Toruniu, siedziba Centrum Dialogu Społecznego im. Jana Pawła II w Toruniu.
Trójosiowa kamienica bogato zdobioną gotycką fasadą oraz barokowym szczytem powstała w XIV wieku. Jest ona jedną z najlepiej zachowanych gotyckich kamienic patrycjuszowskich w Europie środkowej. Kamienica była dwukrotnie modernizowana: w XVII wieku oraz na przełomie XIX i XX wieku.
W 1999 roku kamienica otrzymała tytuł Obiekt Roku w kategorii rewaloryzacja i adaptacja budynków zabytkowych.
Kamienica figuruje w gminnej ewidencji zabytków (nr 4) oraz do rejestru zabytków województwa kujawsko-pomorskiego (nr dec. A/57/300 z 1.09.1970)..